# Heinz Hopf
Heinz Willy Gustav Hopf, född 11 november 1934 i Stockholm, död 23 januari 2001 i Åkersberga, var en svensk skådespelare.

## Biografi
Heinz Hopf var medicinstuderande vid Lunds universitet 1954–1955 innan han sökte och kom in vid Dramatens elevskola 1955. Från 1958 var han periodvis engagerad vid Dramaten fram till 1975. Under 1960-talet gjorde han många roller för TV-teatern och arbetade på flera privatteatrar i Stockholm. På Dramaten gjorde han många skiftande roller, bland annat i Brechts Galilei 1974, Shakespeares Trettondagsafton i regi av Ingmar Bergman år 1975 och Sven Delblancs Kastrater i regi av Per Verner-Carlsson år 1977. 
Hopf filmdebuterade 1956 i Rasmus, Pontus och Toker. Han kom att gestalta många bisarra och obehagliga roller på film och i TV bland annat i Smutsiga fingrar, Thriller – en grym film och Mask of Murder. 
Efter några års uppehåll från skådespeleriet gjorde han comeback som den arrogant hale och manipulative konkurrerande varuhusdirektören Erik Eriksson i TV-serien Varuhuset. Han gjorde sedan ett par tillfälliga inhopp på film och TV. En av hans sista roller var som före detta Stasi-agent i Rederiet.

## Filmografi
- 1956 – Rasmus, Pontus och Toker
- 1961 – Pojken i trädet
- 1964 – Älskande par
- 1965 – Morianerna
- 1966 – Träfracken
- 1966 – Yngsjömordet
- 1967 – Den onda cirkeln
- 1967 – Mördaren – en helt vanlig person
- 1968 – Kvinnolek
- 1970 – Ann och Eve – de erotiska
- 1971 – Lockfågeln
- 1971 – Exponerad
- 1972 – AWOL – avhopparen
- 1972 – The Day the Clown Cried
- 1973 – Smutsiga fingrar
- 1974 – Thriller – en grym film
- 1977 – Tabu
- 1982 – Fanny och Alexander
- 1984 – Samson og Sally
- 1985 – Mask of Murder
- 1986 – The Girl
- 1986 – Amorosa
- 1987 – Fadern, Sonen och Den Helige Ande...
- 1987 – Friends
- 1988 – The Hired Gun
- 1989 – 1939
- 1993 – Kärlekens himmelska helvete
- 1993 – Kådisbellan

### TV-produktioner
- 1958 – Påsk
- 1959 – Måsen
- 1960 – Fröken Rosita
- 1960 – Benjamin
- 1960 – De lyckliga bröderna
- 1960 – Skuggorna
- 1960 – Stjärnan
- 1960 – Oväder
- 1960 – Ung och grön
- 1962 – Kollektionen
- 1962 – Kvartetten som sprängdes
- 1963 – Fan ger ett anbud
- 1963 – Smutsiga händer
- 1963 – Kärlekens och slumpens lek
- 1963 – Medea
- 1963 – Topaze (TV-teater)
- 1963 – Misantropen
- 1964 – Ta hand om Amelie
- 1964 – Henrik IV
- 1964 – Bandet
- 1964 – Kärlek utan strumpor
- 1965 – En kopp te (TV-teater)
- 1965 – Gustav Vasa
- 1965 – Janus
- 1965 – Blodsbröllop
- 1966 – Jesaja
- 1966 – Tartuffe
- 1966 – Doktor Knock
- 1967 – Den nakne mannen och mannen i frack
- 1967 – Drottningens juvelsmycke
- 1967 – Fadren
- 1976 – Predikare-Lena
- 1984 – Är ni där, Mr Jones
- 1985 – Korset (TV-serie)
- 1985 – Jane Horney (TV-serie)
- 1985 – Hålet
- 1986 – Hassel – Beskyddarna
- 1986 – Gösta Berlings saga (TV-serie)
- 1986 – Skuggan av Henry (TV-serie)
- 1987 – Varuhuset
- 1987 – I dag röd (TV-serie)
- 1987 – Hjärtat
- 1988 – Månguden
- 1990 – Den svarta cirkeln (TV-serie)
- 1991 – 1628 (TV-serie)
- 1993 – Rederiet
- 1993 – Den gråtande ministern (TV-serie)
- 1994 – Fallet Paragon (TV-serie)

## Teater

### Roller
| År   | Roll                                | Produktion                                                      | Regi             | Teater                   |
| ---- | ----------------------------------- | --------------------------------------------------------------- | ---------------- | ------------------------ |
| 1958 | Nathan                              | Farmor och vår Herre Hjalmar Bergman                            | Claes Sylwander  | Riksteatern              |
| 1961 | Louis, dauphin                      | Kung John (The Life and Death of King John) William Shakespeare | Alf Sjöberg      | Dramaten                 |
| 1962 | Diego                               | Resan (Le voyage) Georges Schehadé                              | Alf Sjöberg      | Dramaten                 |
| 1964 | Dauphin                             | Sankta Johanna George Bernard Shaw                              | Per Gerhard      | Vasateatern              |
| 1965 | Greve Igor                          | Lyckan på spel Françoise Sagan                                  | Hans Bergström   | Fredriksdalsteatern      |
| 1965 | Hans von Wittenstein zu Wittenstein | Undine (Ondine) Jean Giraudoux                                  | Palle Granditsky | Upsala-Gävle stadsteater |
| 1968 | Furst Mysjkin                       | Idioten (Идиот, Idiot) Fjodor Dostojevskij                      | Palle Granditsky | Upsala-Gävle stadsteater |
| 1969 | Horch                               | Bröllopsfesten (Hochzeit) Elias Canetti                         | Donya Feuer      | Dramaten                 |
| 1973 |                                     | Den girige Molière                                              | Bertil Lundén    | Riksteatern              |

## Radioteater

### Roller (ej komplett)
| År   | Roll      | Produktion                              | Regi          |
| ---- | --------- | --------------------------------------- | ------------- |
| 1968 | Mr Martin | Den skalliga primadonnan Eugène Ionesco | Ernst Günther |